# ストリームベース
ストリームベース (STREAM BASE) は、おもに1980年代に活動したモデラー集団。ガンプラブームの牽引役となり、ガンプラの新シリーズである『モビルスーツバリエーション (MSV) 』の企画にも深く携わった。初期は「ストリーム・ベース」と中黒を入れて表記された。

## 主要メンバー
- 小田雅弘
- 高橋昌也
- 川口克己

## 来歴
1980年2月29日（サークルの名簿作成日より）、東京都渋谷区笹塚の模型店「ホビーショップえんどう」の常連客による「模型サークル」として活動を開始。当初のメンバーは14名。命名は小田によるもので、漫画『青の6号』に登場する敵移動基地に由来するとともに、日本語で言えば「漂流要塞」となり、小田たちが拠点とする玩具店や模型店を転々と渡り歩いていたことの揶揄でもある（「えんどう」は3軒目）。
小田はアルバイトをしていた世田谷区上野毛の玩具・模型店「ワイルドボア」での模型コンテストに応募していた高橋を勧誘、高橋は同じ高校に通っていた川口と勝呂國弘とともに加入した。小田を含む4名は、放送が終了したばかりのアニメ『機動戦士ガンダム』に熱中しており、まだガンプラが発売される前から同作品に登場する人型機動兵器「モビルスーツ (MS)」の模型を自作していた。この4名がストリーム・ベースの「キャラクター班」として活動していくことになる。なお、『ガンダム』のプラモデル化は「ワイルドボア」に出入りしてマーケティング・リサーチをおこなっていたバンダイの営業の社員からうすうす伺っており、アニメサークルにも所属していた勝呂が当時あまり出回っていなかった設定資料のコピーを渡したこともあった。
メンバーの中にはすでに模型雑誌『ホビージャパン』でAFVの模型ライターをしていた者もいた。同誌でSFキャラクターものの特集号を組むことから声をかけられたのが、ストリーム・ベース・キャラクター班の模型製作ライターとしてのデビューのきっかけとなり、同誌1980年8月号に自作の1/100のMSが掲載された。同時にバンダイによるプラモデル化の速報も掲載され、直後にガンプラブームが到来（小田によれば、同誌1981年3月号の表紙を飾った彼らの「トリプル・ドム」の作例が小学生に火を付けたという）、同誌の『ガンダム』作例記事を再録・再構成した別冊『HOW TO BUILD GUNDAM』（1981年7月）は大ヒットを記録した。さらに続編の『HOW TO BUILD GUNDAM 2』では、前作を上回るクオリティの作例が掲載されるとともに、書名の由来である書籍『HOW TO BUILD DIORAMA』のような戦場の情景写真を模型で再現することの『ガンダム』版を目指し、小田によってシーンのラフスケッチが描かれ、それをもとに製作されたディオラマも掲載された。これにより、ストリーム・ベースの名は一般的にキャラクター班3名（『2』に勝呂は参加していない）の代名詞として認知されることとなった。
さらに深く『ガンダム』に関わるきっかけとなったのは、アニメ雑誌『アニメージュ』1981年4月号のために企画された「SFモデル座談会」であった。同企画はフリーの編集者である安井尚志によって進められ、出席したのは小田と高橋、『ガンダム』のメカデザイナーである大河原邦男、バンダイ模型静岡工場技術部の松本悟らという顔ぶれであった。さらにこの座談会のあと、1981年11月に安井を中心として講談社から創刊された漫画雑誌『コミックボンボン』は『ガンダム』（当時は映画『機動戦士ガンダムIII めぐりあい宇宙編』の公開直前であった）とガンプラをフィーチャーしており、ストリームベース（この頃から中黒なしで表記されるようになる）は同誌の模型作例も手がけるようになった。また、同誌で1982年2月より連載が開始された漫画『プラモ狂四郎』では「クラフト団」の変名で安井とともに原作を担当、小学生を中心にガンプラブームを定着させていった。
1983年3月、バンダイからガンプラの新シリーズ『MSV』が発売開始された。安井がプロデューサー、小田がディレクター的な立場となり、高橋と川口はアイデア出しと作例を担当した。シリーズは1984年12月まで続き、続編の『MS-X』の企画にも携わるが、アニメの続編である『機動戦士Ζガンダム』の制作決定により商品化されることなく終了した。
『MS-X』終了直後にバンダイの情報誌『模型情報』1984年11月号に掲載された3名による座談会がストリームベース名義の最後の仕事となり、以降はその名称が使われていない。その後、小田は同時期に創刊された模型雑誌『モデルグラフィックス』で『Ζガンダム』の作例を手掛け、高橋は『コミックボンボン』連載の漫画『機動戦士ガンダム MS戦記』の原作を担当、川口はバンダイへ入社とそれぞれの道を歩んでいった。
しかし、ストリームベースが解散したと明示されたことはなく、のちに発行された書籍『ガンプラジェネレーション』（1999年）掲載の3名の座談会や、『MSV THE FIRST』（2018年）掲載の小田のインタビューなどでは頭に「元」が付くことなくストリーム（・）ベース名義が復活している。また、小田が協力したウェブサイト『魂ウェブ』の企画「MS開発秘録」（2022年）では、初めて "STREAM BASE" と英文表記された。

## クラフト団
安井尚志とストリームベースによるユニットのペンネームで、漫画『プラモ狂四郎』の原作を担当した。ストリームベースがプラモデルなどに関する「ネタ」を出し、それをおもに安井がまとめる形がとられた。連載初期は高橋が原作を担当することが多かった。ストリームベースの活動休止後は安井単独のペンネームとして使われた。
さらにストリームベースの3名は、物語の途中から作中にも登場するようになり、主人公の「狂四郎」こと京田四郎の師匠的存在として叱咤激励し、成長させてゆく。これによりストリームベース（特に小田）は小中学生のアイドル的存在にもなっていった。なお、安井は実際に彼らをアイドルとして売り出すことを考えており、レコードデビューの話もあったが、彼らは強硬に拒否したという。さらにテレビ出演の話もあり、『久米宏のTVスクランブル』前の時間帯の子供向け番組のレギュラーとしてであったが、スケジュールの問題から断っている。
同作品では、「3代目ストリームベース」として3名それぞれの孫娘（小田マリ、高橋キャサリン、川口ミサ）も登場するが、これは四郎の夢の中のことであった。また、同じく『コミックボンボン』に連載されていた成井紀郎の漫画『ひみつ指令0059』にもストリームベースの3名が登場している。黒い三連星のノーマルスーツを着用し、「ジェットストリーム・ベースアタック」によって旧型ザクのプラモデルを完成させる。